# Kathleen O'Neal Gear
Kathleen O'Neal Gear (Tulare, Califórnia, 1954) é uma arqueóloga e escritora americana. Ela ganhou vários prêmios por seu trabalho, incluindo o Prêmio Spur de melhor romance histórico do oeste, e dois Prêmios Especiais de Realização do Departamento do Interior dos Estados Unidos por seu trabalho como arqueóloga. Em 2015, ela foi homenageada pelo Congresso dos Estados Unidos com um Certificado de Reconhecimento Especial do Congresso. Em 2021, ela ganhou o Owen Wister Award por contribuições vitalícias à literatura ocidental e foi introduzida no Western Writers Hall of Fame. Seus romances foram publicados em 29 idiomas.

## Biografia
Gear nasceu em Tulare, Califórnia, e formou-se no grau de Bacharel pela Universidade Estadual da Califórnia, em Bakersfield. Posteriormente, fez pós-graduação em arqueologia na Universidade Hebraica de Jerusalém. Ela recebeu seu mestrado pela Universidade Estadual da Califórnia, em Chico, e conduziu os estudos para o recebimento do doutorado sobre história dos índios americanos nos Estados Unidos na Universidade da Califórnia, Los Angeles.[carece de fontes?]
Gear é um ex-historiadora e arqueóloga nos estados de Wyoming, Kansas e Nebraska, para o Departamento do Interior dos Estados Unidos. Ela recebeu duas vezes o Prêmio Especial de Realização do governo federal por "excelente gestão" do patrimônio cultural da América e publicou cinquenta romances. Em 2015, ela foi homenageada pela Câmara dos Representantes dos EUA com um Certificado de Reconhecimento Especial do Congresso, e o Estado da Califórnia aprovou a Resolução 117 do Membro Conjunto, dizendo: "As contribuições de Kathleen O'Neal Gear para os campos da história, arqueologia e a escrita foram inestimáveis..." Ela talvez seja mais conhecida por sua série North America's Forgotten Past, em co-autoria com W. Michael Gear, seu marido. Ela tem dezessete milhões de cópias de suas obras impressas, traduzidas em vinte e nove idiomas.

## Obras publicadas
Lista de sua página pessoal.

### Livros sobre pessoas -North America's Forgotten Past(com W. Michael Gear)
- 1990: People of the Wolf (em inglês)
- 1990: People of the Fire (em inglês)
- 1992: People of the Earth (em inglês)
- 1992: People of the River (em inglês)
- 1993: People of the Sea (em inglês)
- 1994: People of the Lakes (em inglês)
- 1995: People of the Lightning (em inglês)
- 1996: People of the Silence (em inglês)
- 1997: People of the Mist (em inglês)
- 1998: People of the Masks (em inglês)
- 2003: People of the Owl (em inglês)
- 2004: People of the Raven (em inglês)
- 2005: People of the Moon (em inglês)
- 2007: People of the Nightland (em inglês)
- 2008: People of the Weeping Eye (em inglês)
- 2009: People of the Thunder (em inglês)
- 2010: People of the Longhouse (em inglês)
- 2011: The Dawn Country (em inglês)
- 2012: The Broken Land (em inglês)
- 2012: People of the Black Sun (em inglês)
- 2014 (conto): Copper Falcon (em inglês)
- 2014: People of the Morning Star (em inglês)
- 2015 (conto): The Dead Man's Doll (em inglês)
- 2015: People of the Songtrail (em inglês)
- 2016: Sun Born (em inglês)
- 2017: Moon Hunt (em inglês)
- 2019: Star Path (em inglês)
- 2020: People of the Canyons (em inglês)
- 2022: People of Cahokia: Lightning Shell (em inglês)

### The Battle for America
- 2010: Coming of the Storm, com W. Michael Gear (em inglês)
- 2011: Fire the Sky, com W. Michael Gear (em inglês)
- 2012: A Searing Wind, com W. Michael Gear (em inglês)

### Powers of Light
- 1990: An Abyss of Light (em inglês)
- 1990: Treasure of Light (em inglês)
- 1991: Redemption of Light (em inglês)

### Black Falcon Trilogy
- 2005: It Sleeps in Me (em inglês)
- 2006: It Wakes in Me (em inglês)
- 2007: It Dreams in Me (em inglês)

### Anasazi mysteries(com W. Michael Gear)
- 1999: The Visitant (em inglês)
- 2000: The Summoning God (em inglês)
- 2001: Bone Walker (em inglês)

### Outros romances
- 1990: Sand in the Wind (em inglês)
- 1993: This Widowed Land (em inglês)
- 1995: Thin Moon and Cold Mist (em inglês)
- 2001: Dark Inheritance, com W. Michael Gear (em inglês)
- 2002: Raising Abel, com W Michael Gear (em inglês)
- 2008: The Betrayal: The Lost Life of Jesus, com W. Michael Gear (em inglês)
- 2009: Children of the Dawnland, com W. Michael Gear (em inglês)
- 2012: Der Eden Effect, com W. Michael Gear (em inglês)
- 2014: Das Ende Aller Tag, com W. Michael Gear (em inglês)
- 2018 Maze Master (em inglês)
- 2020: Cries from the Lost Island (em inglês)
- 2021: The Ice Lion (em inglês)
- 2022: The Ice Ghost (em inglês)
- 2021: The Foundation (em inglês)
- 2023: The Ice Orphan (em inglês)
- 2021: Fracture Event (em inglês)

### Obras não fictícias
- The New Bison Genome...and another DNA test: Our opinion, Bison Review Magazine, January, 2022. (em inglês)
- PLC at Work and Your Small School, by Breez Longwell Daniels. Foreword by W. Michael Gear and Kathleen O'Neal Gear, Solution Tree Press, Bloomington, Indiana, 2020. (em inglês)
- When Buffalo Cry, Roundup Magazine, Fevereiro, 2020 (em inglês)
- Meatless Meat. What's All the Fuss About? Bison Review, Inverno, 2020 (em inglês)
- The Power of an Illusion, Bison Review, Verão, 2019 (em inglês)
- When Buffalo Cry, Bison Review, Inverno, 2017. (em inglês)
- More on the Higgs Bison, Bison Review, Outono, 2016. (em inglês)
- Chunkey: America’s Ancient Game, Cobblestone, Outubro, 2015. (em inglês)
- Morning Star and the Giants, Cobblestone, Outubro, 2015. (em inglês)
- Are Bison Microsatellite DNA Tests Accurate? Bison Review, Inverno, 2015. (em inglês)
- Cattle Genes in Bison: Modern or Ancient? Bison Review, Inverno, 2015. (em inglês)
- The Dead Man’s Doll, Tor Books, Abril, 2015. (em inglês)
- Vikings in North America, Tor Books, Março, 2015. (em inglês)
- A Prehistoric Bison Bone Sculpture. Bison Review, Verão, 2015. (em inglês)
- Viking Warrior Women: Did ‘Shieldmaidens’ like Lagertha Really Exist? Tor/Forge blog, Maio, 2015. (Tor.com) (em inglês)
- Wild Bison: The Search for a Definition of ‘Wild’ Behavior. Bison Review, Primavera, 2014. (em inglês)
- Genetically Modified Bison? Let’s Not Find out if there is a Health Risk. Say NO to GMO. Bison Review, Outono, 2013. (em inglês)
- Chimps and Bison: The ESA Effect. Bison Review, Outono, 2013. (em inglês)
- The Healing Powers of Buffalo in Native America. Bison Review, Primavera, 2013. (em inglês)
- Public Comments Letter from WBA to USFWS on Woods Bison Designation. Bison Review, Primavera, 2013. (em inglês)
- Western Bison Association—Issues Paper: Conservation Herds vs. Commercial Herds. The Upcoming COSEWIC Report in Canada. Bison Review, Primavera, 2013. (em inglês)
- Petition to Remove Wood Bison from Administration Under the Provisions of the Endangered Species Act. Bison Review, Inverno, 2012. (em inglês)
- Hybrids and the Endangered Species Act, Bison Review, Inverno, 2012. (em inglês)
- Cattle Genes in Bison: The Perspectives of the WBA. Bison Review, Outono, 2012. (em inglês)
- The Effects of Cattle DNA in Bison: A New Study. Bison Review, Outono, 2012. (em inglês)
- The Global Economic Crises and Food Production: What’s in Store? Bison Review, Outono, 2012. (em inglês)
- Response to Canadian Perspectives. Bison Review, Outono, 2012. (em inglês)
- New change to the NBA Code of Ethics—Our opinion, Bison Review, Maio, 2012. (em inglês)
- Terminology: Bison bison or Bos bison. What does it mean for us? Bison Review, Maio, 2012. (em inglês)
- Ranchers Efforts to Protect Endangered Species Foiled by Conservation Groups. Bison Review, Maio, 2012. (em inglês)
- Historical Uses of Bison. Bison Review, Maio, 2012. (em inglês)
- Hybrids and the Endangered Species Act. Bison Review, Inverno, 2012. (em inglês)
- Western Bison Association’s Petition to Remove Wood Bison from Administration Under the Endangered Species Act. Bison Review, Inverno, 2012. (em inglês)
- 2011 WBA Conference Overview. Bison Review, Inverno, 2012. (em inglês)
- Gene Patents: Why the Bison Industry Needs a Plan for the Bison Genome. Bison Review, Outono, 2011. (em inglês)
- Paleobiology of Bison, Dakota Territory Buffalo Association Newsletter, Verão, 2011. (em inglês)
- The Pure Bison Debate, Dakota Territory Buffalo Association Newsletter, Verão, 2011. (em inglês)
- Western Bison Association Response to Conservation Committee on Proposed Conservation Guidelines for Herd Managers. Bison Review, Maio, 2011. (em inglês)
- The Buffalo Primer: An Introduction to the Art and Science of Owning Bison. Part 7. Bison Review, Maio, 2011. (em inglês)
- Principles of Evolutionary Biology – and What They Mean for the Purity Issue in Bison, Dakota Territory Buffalo Association Newsletter, Verão, 2011. (em inglês)
- Summary of 12th Annual Stampede, Bison Review, Janeiro, 2011. (em inglês)
- Possible Impacts of ‘Pure Bison’ Debate, Bison Review, Janeiro, 2011. (em inglês)
- Pure Bison—WBA Management Recommendations, Bison Review, Janeiro 2011. (em inglês)
- Western Bison Association Response to Conservation Committee on Proposed Conservation Guidelines for Herd Managers. Bison Review, Maio, 2011. (em inglês)
- The Buffalo Primer: An Introduction to the Art and Science of Owning Bison. Part 6. Bison Review, Janeiro, 2011. (em inglês)
- Basic Principles of Evolutionary Biology – and What they Mean for the Purity Issue. Bison Review, Janeiro. 2011. (em inglês)
- Response to James Derr, Bison Review, Janeiro, 2011. (em inglês)
- Lessons from Ancient Egypt. Bison World Magazine, Junho, 2010. (em inglês)
- One Bison Skull Helps Rewrite Bison History. The Bison Review, Verão, 2010. (em inglês)
- Lessons from Ancient Egypt. Bison Review, Janeiro, 2010. (em inglês)
- The Buffalo Primer: An Introduction to the Art and Science of Owning Bison. Part 5. Nutrition. Bison Review, Janeiro, 2010. (em inglês)
- The Buffalo Primer: An Introduction to the Art and Science of Owning Bison. Part 4. Bison Review, Outono, 2009. (em inglês)
- The Buffalo Primer: An Introduction to the Art and Science of Owning Buffalo. Part 3: Buying Buffalo. Bison Review, Maio, 2009. (em inglês)
- How do the Judges Do it? Bison Review, Maio, 2009. (em inglês)
- The Buffalo Primer: An Introduction to the Art and Science of Owning Buffalo. Part 2. Bison Review, Outono, 2008. (em inglês)
- Do we really want Bison to be Amenable? Dakota Territory Buffalo Association Newsletter, Outono, 2008. (em inglês)
- Should Bison be an Amenable Species? The Bison Rancher, Outono, 2008. (em inglês)
- The Buffalo Primer: An Introduction to the Art and Science of Owning Buffalo. Part 1.Bison Review, Verão, 2008. (em inglês)
- The Horsemen of the Apocalypse: Long Version, Bison Review, Verão, 2008. (em inglês)
- Do We Really Want Bison to be an Amenable Species? Bison Review, Verão, 2008. (em inglês)
- The Horsemen of the Apocalypse, Bison World Magazine, Primavera, 2008. (em inglês)
- The Drought, Global Warming, and Our Own Backyards, Western Bison Record, Março, 2007. (em inglês)
- Medicinal Usages of Plants by Buffalo. Western Bison Record, Novembro, 2006. (em inglês)
- Prehistoric Sexual Healing Rituals, Romantic Times magazine, Maio, 2005. (em inglês)
- The Oregon Trail: The Beginning of the End for the Buffalo, Western Bison Record, Junho, 2005. (em inglês)
- Slipper: The Saga of a Buffalo Bottle-Baby. Western Bison Record, Março, 2004. (em inglês)
- Tripping through the Mine Field: Writing Fiction about Archaeology, The Archaeological Record, Novembro, 2003. (em inglês)
- From Cowboy to Buffalero: Wyoming Buffalo Ranchers Talk About the Industry, Western Farm, Ranch, and Dairy Magazine, Setembro, 2003. (em inglês)
- Thirty-three Books, Co-Authors and Still Lovers? Romantic Times Magazine, Agosto. 2001. (em inglês)
- Bone Walker and The Anasazi Mystery Series. Mystery Readers Journal, 2001. (em inglês)
- Wagon Wheels, by Candy Moulton and Ben Kern, High Plains Press, 1996. Forewords by Kathleen O'Neal Gear. (em inglês)
- The Sawyers Expedition Wagon Road, True West Magazine, 1988. (em inglês)
- The Female Advantage, Outdoor Life Magazine, 1988. (em inglês)
- Women and Big Game Hunting, Outdoor Life Magazine, 1987. (em inglês)
- Arapahoe Politics: 1851-1978, Book Review in the Annals of Wyoming, Outono, 1985. (em inglês)
- Resource Area Management Plan, Newcastle, Cultural Resources section. Published the by U.S. Dept. of the Interior, Bureau of Land Management, 1986. (em inglês)
- Federal Coal Team: Resources Management Report, Cultural Resources section. Published by the U.S. Dept. of the Interior, BLM, 1985. (em inglês)
- Resource Area Management Plan for the Buffalo Resource Area, Cultural Resources section. Published by U.S. Dept. of the Interior, BLM, 1984. (em inglês)
- Historic Preservation and Energy Development. Journal of Western Planners, Primavera, 1983. (em inglês)
- Slim Buttes, 1876: An Episode in the Great Sioux War, Book Review in the Wyoming Library Journal, Vol. 38, No. 1, Outono, 1982. (em inglês)
- Empires in the Sun: The Rise of the New American West, Book Review in the Wyoming Library Journal, Vol. 38, No. 1, Outono, 1982. (em inglês)
- The Peace Chiefs of the Cheyenne, Book Review in the Annals of Wyoming, Vol. 53, No. 1, Primavera, 1981. (em inglês)
- Grave Robbers: Protecting America’s Past. Pamphlet published by the U.S. Dept. of the Interior, 1981. (em inglês)
- An Historic Walking Tour of Cheyenne, Wyoming. Published by the City of Cheyenne, 1981. (em inglês)
- The History of Cheyenne, Wyoming. Booklet published by the City of Cheyenne, Wyoming, 1980. (em inglês)

## Honraria e prêmios
Lista de sua página pessoal:
- 1968 – Medalha de Ouro, Concurso de Redação da Legião Americana, Tipton Elementary School, Tipton, Califórnia.
- 1975 –  Prêmio Acadêmico da Sociedade Bíblica Americana
- 1976 –  Prêmio Acadêmico da Sociedade Bíblica Americana
- 1995 – A Publishers Weekly selecionou Thin Moon e Cold Mist, de Kathleen O'Neal Gear, como um dos cinco melhores romances do ano.
- 1998 – Prêmio Arizona Magnenat (com W. Michael Gear) por encorajar outros escritores de Wyoming, Associação de Escritores de Wyoming.
- 1998 – People of the Mist, de Kathleen O'Neal Gear e W. Michael Gear, selecionado como vencedor do Booklist 's Editor's Choice Award de "Melhor Romance Adulto para Jovens Adultos".
- 1999 –  Emmie Mygatt Award por serviço dedicado e compromisso com a Wyoming Writers Association.
- 2000 – Ex-aluno destacado, Escola de Artes e Ciências, Universidade Estadual da Califórnia, Bakersfield.
- 2000 – The Summoning God, de Kathleen O'Neal Gear e W. Michael Gear, selecionado como um dos dez melhores livros do sudoeste pela Pima County Library Association.
- 2001 – Bone Walker, de Kathleen O'Neal Gear e W. Michael Gear, selecionado como um dos dez melhores livros do sudoeste pela Pima County Library Association.
- 2001 – Western Writers of America “Prêmio da Presidente” pelo serviço dedicado à organização.
- 2003 – Western Writers of America “Prêmio da Presidente” por serviço dedicado à WWA.
- 2004 – Western Writers of America “Prêmio da Presidente” pelo serviço dedicado à WWA.
- 2004 – National Bison Association, "Prêmio de Produtor do Ano".
- 2005 – Western Writers of America “Prêmio do Presidente” pelo serviço dedicado à WWA.
- 2005 – People of the Raven, de Kathleen O'Neal Gear e W. Michael Gear, vencedora do Prêmio Spur de “Melhor Romance do Oeste”, Western Writers of America.
- 2005 – Kathleen O'Neal Gear introduzida no Women Who Write the West Hall of Fame.
- 2006 – Western Writers of America “Prêmio do Presidente” pelo serviço dedicado à WWA.
- 2006 – People of the Moon, finalista do Prêmio Spur, “Melhor Romance do Oeste”, Western Writers of America.
- 2007 – Western Writers of America “Prêmio do Presidente” pelo serviço dedicado à WWA.
- 2007 – Kathleen O'Neal Gear e W. Michael Gear receberam o “Prêmio de Contribuição Literária” da Mountain Plains Library Association.
- 2007 – Prêmio FFA Pride para educação agrícola.
- 2008 – Western Writers of America “Prêmio da Presidente” pelo serviço dedicado à WWA.
- 2009 – Children of the Dawnland, “Top Choice Award,” Flamingnet.
- 2009 – National Bison Association, "Prêmio de Produtor do Ano".
- 2009 – Dakota Territory Buffalo Association, "Prêmio do Produtor Clássico".
- 2009 – Associação de Produtores de Bisonte de Wisconsin, "Prêmio de Produtor do Ano".
- 2010 – Crianças de Dawnland selecionadas pela Associação Nacional de Educação do Kansas para o Círculo de Leitura do Estado do Kansas para alunos do Ensino Médio/Júnior.
- 2011 – People of the Masks, Conexão de Leitores da Biblioteca Pública de Massachusetts – Seleção Eles vieram antes de nós.
- 2012 – Prêmio dos Fundadores (com W. Michael Gear) da Western Bison Association
- 2012 – Prêmio Especial da Western Bison Association por "serviço dedicado à indústria de bisões".
- 2013 –  The Broken Land selecionado como a seleção da lista de livros do Mês do Patrimônio do Índio Americano da Biblioteca Pública de Norfolk
- 2015 – Kathleen O'Neal Gear é introduzida na California State University, Bakersfield, Hall of Fame.
- 2015 – Kathleen O'Neal Gear foi homenageada pela Câmara dos Representantes dos Estados Unidos com um “Certificado de Reconhecimento Especial do Congresso”.
- 2015 – “Certificado de Reconhecimento”, Kern County, Califórnia, Conselho de Supervisores.
- 2015 – Legislatura do Estado da Califórnia, Resolução Conjunta nº 117: “As contribuições de Kathleen O'Neal Gear para os campos da história, arqueologia e escrita foram inestimáveis…”
- 2018 – Moon Hunt selecionado como finalista do Spur Award na categoria Best Western Historical Novel, Western Writers of America
- 2019 – International Book Award para “Melhor romance de ficção científica”: Maze Master .
- 2021 – Prêmio Owen Wister pelo conjunto da obra na literatura ocidental
- 2021 –  Kathleen O'Neal Gear introduzida no Hall da Fama dos Escritores Ocidentais
- 2021 – International Book Award de Melhor Romance para Jovens Adultos: Gritos da Ilha Perdida .